# Verbascum agrimoniifolium
Verbascum agrimoniifolium är en flenörtsväxtart. Verbascum agrimoniifolium ingår i släktet kungsljus, och familjen flenörtsväxter.

## Underarter
Arten delas in i följande underarter:
- V. a. agrimoniifolium
- V. a. syriacum